# Berrueces
Berrueces – gmina w Hiszpanii, w prowincji Valladolid, w Kastylii i León, o powierzchni 15,85 km². W 2011 roku gmina liczyła 111 mieszkańców.